# Chiesa di Santa Maria di Babilone
La chiesa di Santa Maria di Babilone è situata alla periferia di Cavaglià, all'interno dell'area cimiteriale, lungo la strada statale per Santhià; si caratterizza per l'eleganza delle forme del primo barocco piemontese e l'inconsueta pianta ellittica.

## Storia e descrizione
Si hanno notizie storiche di un precedente edificio religioso nella regione chiamata Babilone, nel sito in cui ora sorge la chiesa secentesca, già nel XIII secolo; un documento del 1440 la menziona come ecclesia sanctae Mariae de Babilona, denominazione che ha mantenuto nel tempo. Una visita pastorale del 1606 testimonia come il vecchio edificio – nonostante il fervore devozionale che la popolazione di Cavaglià mostrava nei suoi confronti – fosse ormai in pessime condizioni.
Demolita la chiesa preesistente, nel 1620 la comunità cittadina, potendo anche contare su una donazione del duca Carlo Emanuele I di Savoia, dà il via alla edificazione di una nuova chiesa.
Non si conosce il nome dell'architetto incaricato della costruzione, ma i modelli ai quali egli fece riferimento sono inequivocabilmente quelli di Ascanio Vitozzi (che a quella data era già defunto).
Il portale d'ingresso è incorniciato da un alto pronao che, rispetto alla chiesa, costituisce un'aggiunta settecentesca. La superficie esterna della chiesa ingentilita da semplici fasce di colore bianco che ne percorrono la forma ellittica e da una serie di paraste e di nicchie; il tamburo che sorregge la cupola è scandito da coppie di semicolonne che inquadrano ampie finestre. La chiesa culmina con un elegante lanternino posto alla sommità della cupola. L'interno è ad aula unica, con cappelle poste in posizione radiale. L'apparato decorativo interno è alquanto deteriorato ad esclusione dei secenteschi affreschi con figure di profeti che ornano la volta della cupola.
Di notevole interesse storico ed artistico è il gruppo in stucco posto sopra l'altare maggiore: si tratta di una Adorazione dei Magi, databile al 1230 - 1240. Composto da sei figure in alto rilievo (che si presentano quasi a tutto tondo), il gruppo - per quanto abbia subito numerose maldestre dipinture - costituisce un'opera di notevole qualità attribuita ad un artista di scuola franco-piemontese.

## Immagini della chiesa

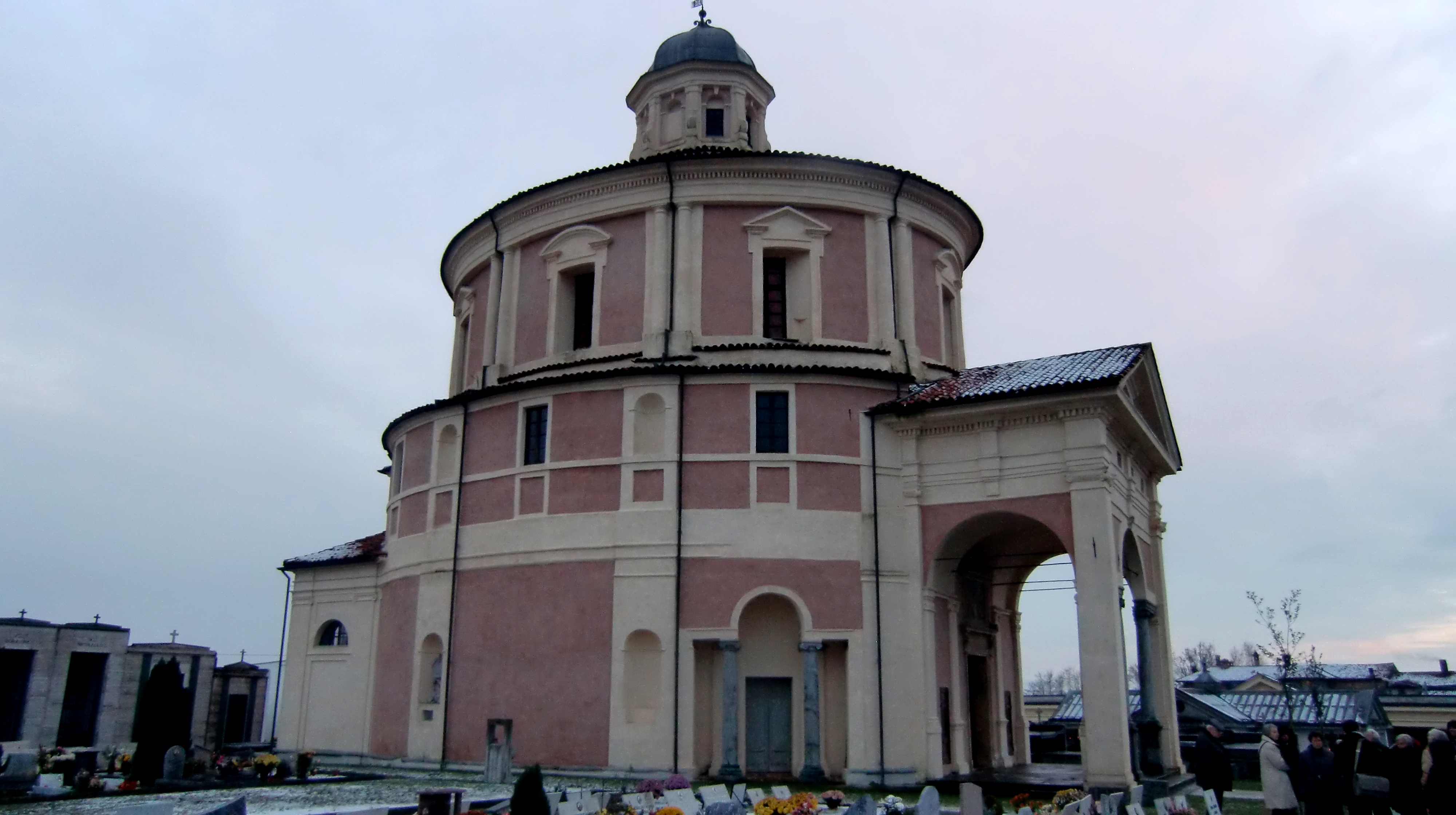
Immagine laterale della chiesa
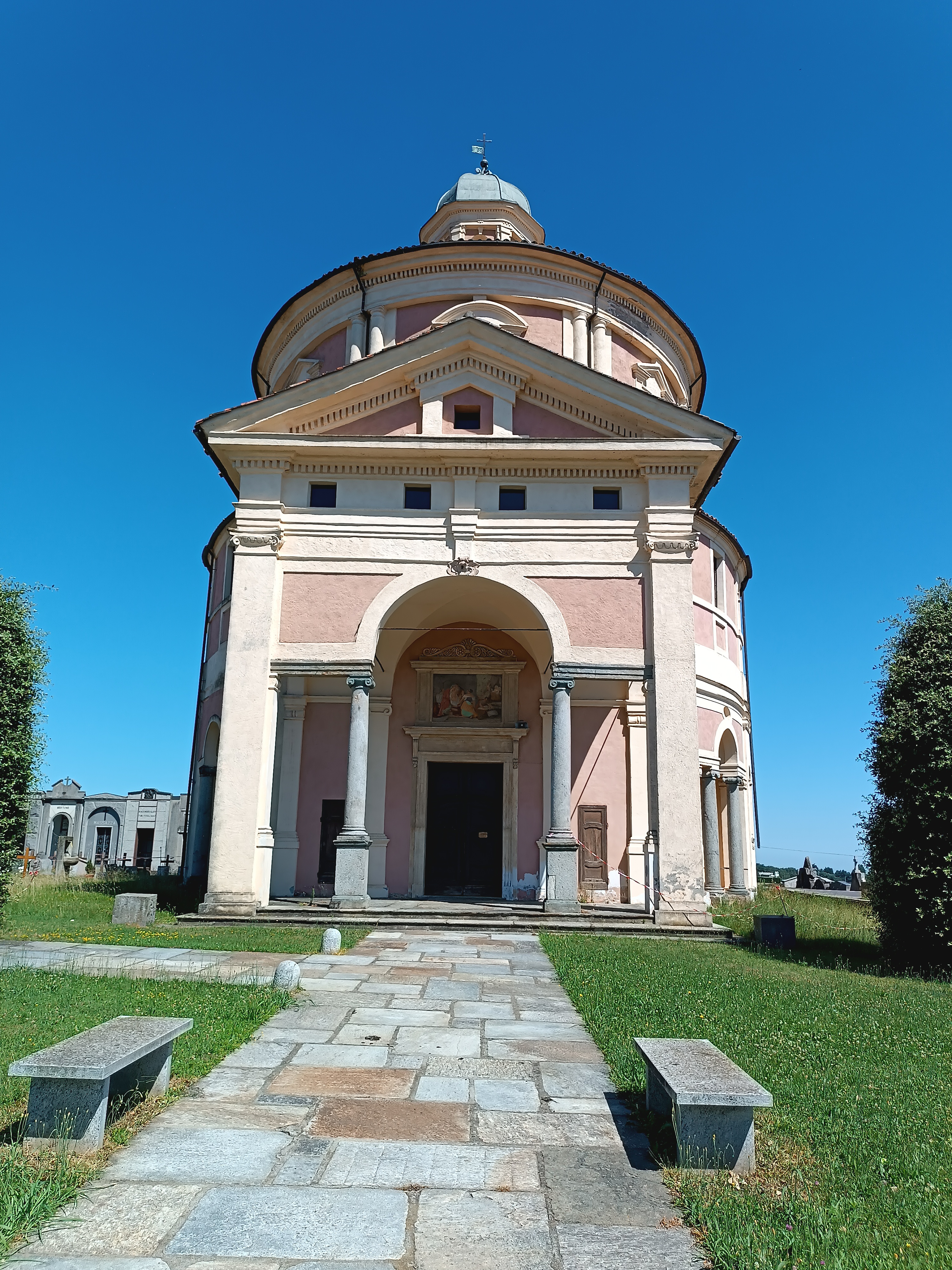
Veduta frontale
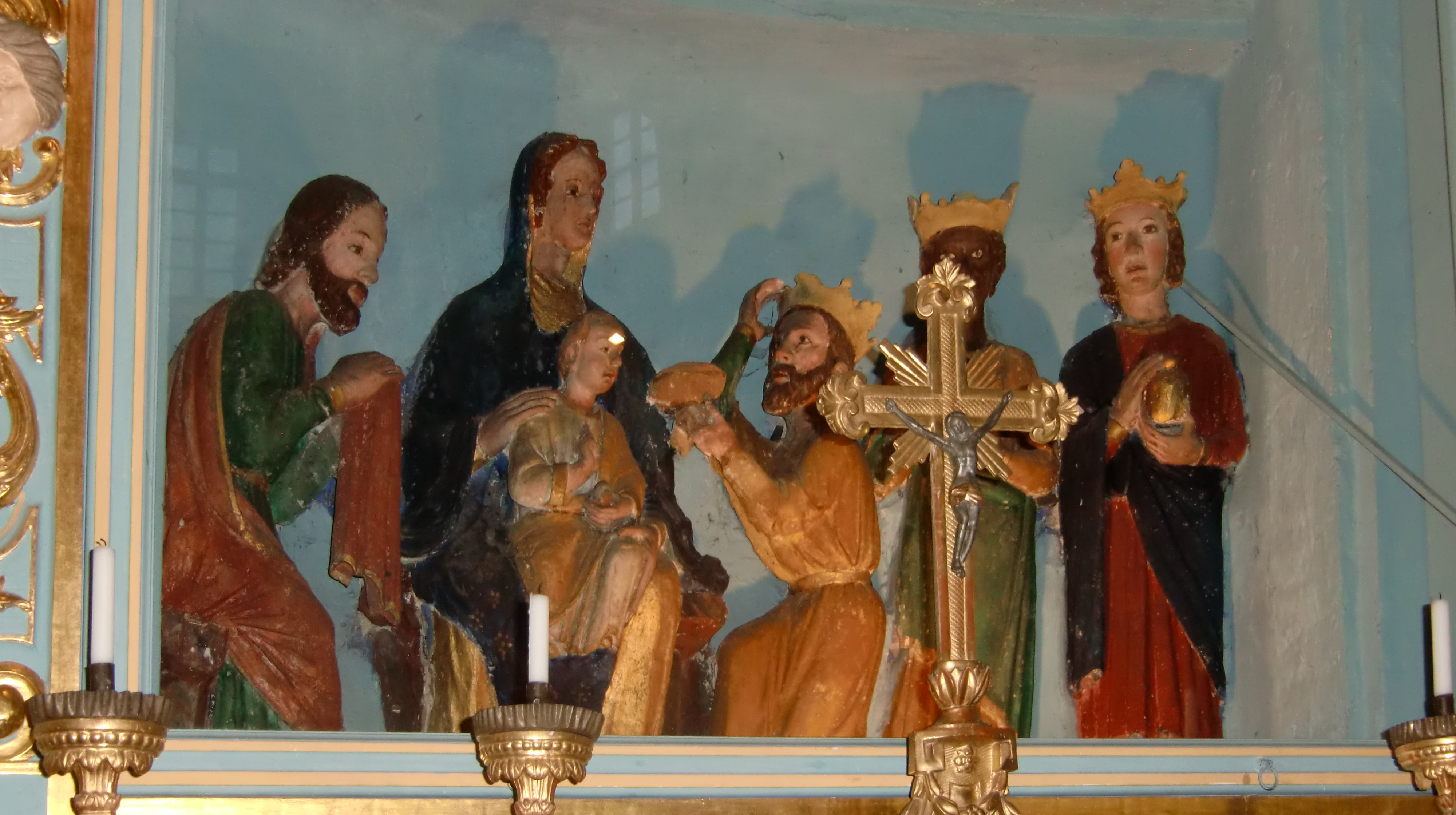
Adorazione dei Magi, gruppo in stucco, XIII secolo